# Romer i Sverige
Romer är en av Sveriges officiella minoriteter. Romerna har traditionellt varit ett resandefolk, och deras historia i Sverige är kantad av förföljelse, trakasserier och diskriminering.
Romer i Sverige kan delas in i flera grupper:
- Kalé-romer har sitt närmaste ursprung i Finland.
- Kalderash-romer
- Utomnordiska romer – lovara och kalderash
- Nyanlända romer – arli från forna Jugoslavien och andra grupper från Östeuropa.
- Resandefolket – den äldsta gruppen i Norden tillsammans med kalé[1]

Alla dessa grupper har samma rötter vilket har bevisats med DNA-teknik.
Svenska myndigheter har under lång tid arbetat mot romerna med hjälp av bland annat lösdriverilagar som skulle kriminalisera deras levebröd. På senare år har man försökt att inkludera romerna i samhället med hjälp av skolan. Dock har myndigheterna svårt att ge romerna fullvärdig skola eftersom de inte är bofasta på en plats.

## Historia

### 1500-talet
Den första kända texten om att romer kommer till Sverige finns i Stockholms tänkebok från 1512. Den 29 september 1512 kom "greve Antonius" med ett stort antal familjer. Själv sade sig gruppen komma från "Klene Egifft", lilla Egypten, vilket av vissa forskare tolkats som en romsk bosättning på Peleponnesos i Grekland. Om Antonius är samma person som Antonius Gagino passerade denna romska grupp Skottland 1505 enligt ett brev från den skotske kungen Jakob IV.
Det exotiska "grevliga" följet mottogs med entusiasm och nyfikenhet av stockholmarna, inkvarterades i Sankt Laurentii gillestuga och skänktes den ansenliga summan 20 mark av stadens råd. Entusiasmen varade dock inte länge. Redan 1515 beskriver tänkeböckerna hur "tattarna ingalunda fick stanna inom stadens hank och stör, och detta för deras skalkhets [skurkaktighets] skull".
Greve Antonius och hans grupp kallades för tattare, bland annat i en svensk krönika av Olaus Petri. Denna benämning beror sannolikt på att man trodde att romerna var tatarer. Bland finska, norska och svenska gammalromska släkter har namn som grek och skotte cirkulerat, vilket kan ha sin förklaring i vandringsvägarna.
Senare under 1500-talet blev det belagt med dödsstraff för manliga romer att uppehålla sig i landet. Den 28 april 1543 fick befallningsmannen i Västerås Rasmuss Klott en barsk anmaning att jaga en tattarhop, om vilken han tydligen skrivit till kungen (Gustav Vasa), ut ur landet. År 1576 sände Johan III ut en rundskrivelse till fogdarna i Norrland rörande förvisning av tattarna ur riket. År 1577 stod det i Johan III:s utgående diarium att om "Tatterne" försöker komma in innanför gränserna skulle de hängas allesammans. Allt var dock inte dåligt på 1500-talet för romer i Sverige. I juni 1577 utfärdade Gustav Vasas måg, hertig Magnus av Sachsen-Lauenburg från Ekolsund, ett rekommendationsbrev för "Egiftern" Anders Faa och hans följe, och ett par månader senare fick samme rom med sitt sällskap i Håtuna en liknande skrivelse av kungens dotter prinsessan Cecilia. Anders Faa och hans följe skulle förses med mat och öl i utfärdarnas respektive förläningar. Detta följe hade säkerligen en koppling till Skottland. Namnet Faa tillhör en av Skottlands kända romska släkter.

### 1600-talet
Vid Riksdagen år 1617 beslutades att landets alla "tattare och zigenare" skulle utvisas. Den 28 juli 1637 kom "Placat om Tatarnes fördrifwande af landet" till stånd. Här meddelas till en början att i Sverige finnes "en stor hoop Sikeiner eller Tartare, som i skåcketals omlöpa i provincierne ifrån then ena orten till den andre." Romska kvinnor och barn skulle fördrivas ur landet medan de romska männen skulle man ha rätt att döda. Denna "zigenarstadga" blev trots sin grymma ton inte särskilt uppföljd. Under slutet av 1600-talet och början 1700-talet uppträdde romerna som häktmakare eller tråddragare. Sammanställningen zigenare-tattare-häktmakare var vanlig under denna period. Ett exempel på det är Johan Henriksson Swartzkaupf i Vimmerby som anges vara "Tartare" och häktmakare i slutet på 1600-talet.

### 1700-talet
Under 1700-talet var de flesta resande-romer glasförare eller verkade inom krigsmakten, främst som fältjägare eller artillerister. Trumslagare var även en vanligt militär sysselsättning för resande. Ett av många exempel på romska soldater i källorna inom krigsmakten finns nedskrivet i Henrik Lilljebjörns "Minnen från förra hälften av 1800-talet". I andra delen av sina "Hågkomster" återger Lilljebjörn en del intryck och erfarenheter ur livet vid Värmlands fältjägare under förra hälften av 1800-talet. Bland regementets manskap, mest folk från Jösse härad och finnmarkerna, fanns en del "skojare av äkta Zigenarras", säger han. "Figurer med mörkbrun hy och svarta, blixtrande ögon förekommo ej så sällan, men dessa voro äfven de mest intelligenta, och sedan de väl voro beklädda och under diciplinens band, kunde man aldrig önska sig bättre folk att kommendera. Bland dem funnos taskspelare, eqvilibrister och konstmakare av allehanda slag, och deras praktik under permissionstiden mellan mötena vill jag ej taga i försvar. Det hände ej så sällan att sådana där kamrater fingo respass till Marstrand eller Varberg, men många av dem hördes aldrig något ondt om. Jag påminner mig om en sådan, som hette Lindgren, hvilken redan 1808 blivit tillfångatagen i Norge, men rymt, förklädd till kvinna, och haft många äfventyr innan han återkom. Karlen hade medalj för tapperhet i fält och var af sitt befäl väl ansedd. […] Han hade tre söner, som alla voro jägare, och den yngste var till och med vice korpral vid mitt kompani. Det var en mycket vacker karl, men hans kamrater voro ej nöjda med honom samt klagade öfver hans extraktion och förmådde mig slutligen begära hans afskedande. Gubben Lindgren var mycket känd inom officerskåren, och hans norska visor afhördes med stort nöje.
En intressant inblick i resande-romernas historia från 1700-talet finns i Slottskansliets skrivelser till Kungl. Maj:t 1728–1730. Den beskriver både utseende på romer och att de hade förbindelser över landgränserna. Skrivelserna gäller bland andra häktmakaren, hästhandlaren och soldaten Per Jönsson Hellbom. Hellbom sade sig vara 45 år gammal och född i Trondheim av "Häcktmakareföräldrar, hwilka dödt ifrån honom medan han legat i lindan". Han sägs i protokollet ha ett tämligen gott ansikte "wäl nog mörka hår men eij just så ziguenisk mine". Hans syster Margareta Jönsdotter beskrivs däremot som "hel swartaktig som en criol". Hustrun till Hellboms äldste son, 20-åriga Annicka Hindrichsdotter, sades vara född i Hamburg av fransk fader och tysk moder, vilka emellertid båda "voro zigenare". En annan i Hellboms följe sade sig vara av norsk fader och finsk moder. Värt att nämna är att Per Jönsson Hellbom även bar namnet Lindgren och är anfader till många resande idag. Målle Lindberg är ättling till denne omskrivne man enligt en genealogisk utredning.
Ytterligare bevis för resandefolks kontakter över gränserna var när ett så kallat ”Tattarmål” behandlades av Konga, Allbo och Kinneviks häradsrätter 1724–1725. Huvudmannen bland resandefamiljerna var Christian Mårtensson Broberg, till yrket hästhandlare och fd soldat. Hans mor Anna Sibilla uppgavs vara född i Tyskland. Även en annan äldre kvinna i sällskapet var av tysk börd. Resten av sällskapet var födda på olika platser i Sverige.
De svenska romerna (resande) har från 1600-tal till tidigt 1800-tal nästan undantagslöst haft rottrådar till Finlands romer (Kaale). Under 1700-talet uppehölls mycket livliga förbindelser på Bottenhavets båda sidor. De värvade regementena som ofta bestod av romska soldater bytte ofta förläggningsorter med varandra. Då Sverige avträdde Finland försvårades givetvis kontakterna mellan de finska och de svenska romerna, de isolerades från varandra.

### 1800-talet
En annan intressant uppgift angående kontakter över gränserna återges av Arvid August Afzelius i ”Swenska Folkets Sagohäfder” 1863. Berättelsen uppges komma från Vimmerbytrakten. ”En gång kom en trasig tattare med sin hustru åkande till en prästgård i Småland och begärde husrum, emedan han var sjuk. Han dog samma natt. Hustrun meddelade kyrkoherden, att hennes man varit av hög släkt bland deras folk och icke kunde begravas, förrän hon anmält hans frånfälle för deras hövitsmän, vilka bodde i Rysslands huvudstad. Hon utlovade en hederlig vedergällning om kyrkoherden sedan ville jordfästa honom. Kyrkoherden lovade detta. Efter några veckor anlände till gården flera vagnar med illa klädda tattare. På begravningsdagen framtogo dessa ur en medförd trosskista dyrbara dräkter, och två av dem iklädde sig gullsömmade sammetsmantlar av purpur samt hängde stora guldkedjor om halsen. De hade också en vagn med matvaror och vin till begravningsgästernas undfägnad. Kyrkoherden erhöll för sin möda femtio dukater, varefter tattarfurstarna åter nedlade sina högtidskläder och i usla vardagskläder drogo sin färde.”
På 1800-talet fanns resandefolket utspritt över hela Sverige. Resande bodde kortare perioder i vissa byar. Knappekulla är en plats som haft resandebefolkning. Om Knappekulla finns en intressant notis i August Blanches roman "Banditen"(1848) där han skriver "Inom (Norra) Tjusts härad, fyra mil norr om Västervik, är belägen en by med namnet Knappekulla. Denna by hade sin märkvärdighet därigenom, att allt sedan urminnes tid zigenare eller så kallade tattare bebott den […]".
Viktor Rydberg skrev på 1850-talet romanen ”Singoalla”. Romanen innehåller romska karaktärer. Som underlag för dessa hade Rydberg studier om resandefolket. Den romska guden Alakho som tas upp i romanen är en gud som har tillbetts av resandefolk i Norge och Sverige.
Under 1800-talets slut fick Sverige en ny romsk grupp bredvid de resande. Det var Kalderash-romer som invandrade från olika delar av Europa, men de flesta härstammade från slaveriet i Östeuropa. De kom att syssla med kopparslageri och även olika dansuppträdanden. Förfäderna till dagens Kalderasha-släkter invandrade i slutet på 1870-talet men reste vidare i Europa för att sedan komma tillbaks permanent. Kalderash kom att benämnas "zigenare" medan resande fick av myndigheter bära namnet "tattare", något som fortsatte under större delen av 1900-talet. Vid tiden för sekelskiftet år 1900 användes i folkmun "tattare" för att beskriva resande, vilka uppfattades som svenska men socialt utstötta personer som reste omkring. Vid samma tid användes i folkmun begreppet "zigenare" för att beskriva kringresande romer, vilka uppfattades vara utlänningar oavsett språkkunnighet eller långvarigt boende i Sverige.

### 1900-talet och framåt
En av Sveriges regering beställd vitbok om övergrepp mot Sveriges romer presenterades 2014. Vitboken redogör för hur svenska staten under 1900-talet har bedrivit rasbiologi och bidragit till diskriminering, spridande av myter och stereotyper. Under första delen av 1900-talet drabbades Kalderash-gruppen av att man utestängdes från samhället. Fram till 1960-talet var de flesta kalderashromer förpassade till tält eller i "zigenarläger". Resandefolket drabbades av tvångssteriliseringar, tvångsomhändertaganden av barn och tvångsassimilation. I Historisk tidskrift 2016:3, Historikern som utredare, ifrågasätter Mattias Tydén att det fanns en övergripande plan från staten, men att besluten gjordes på individnivå av myndigheter och utredare. Att räknas som "tattare" av myndigheter jämfördes med att vara "asocial" och därmed kunde steriliseringslagen tillämpas mot resande, som utgjorde den absoluta majoriteten av utpekade "tattare". Mer än 19 tidningsartiklar förespråkade steriliseringar av resande mellan 1923 och 1948. Där flera direkt jämförde asocialitet med att vara "tattare". I slutet av 1950-talet invandrade Kaale-romerna från Finland. De är de som kallas för "finska romer", och de bär sina traditionella kläder som de burit sedan den första delen av 1900-talet. Under seklets fyra sista decennier kom ungefär 10 000 romer till Sverige från andra länder. De tillhör grupper som lovara, romer från forna Jugoslavien och sinti.

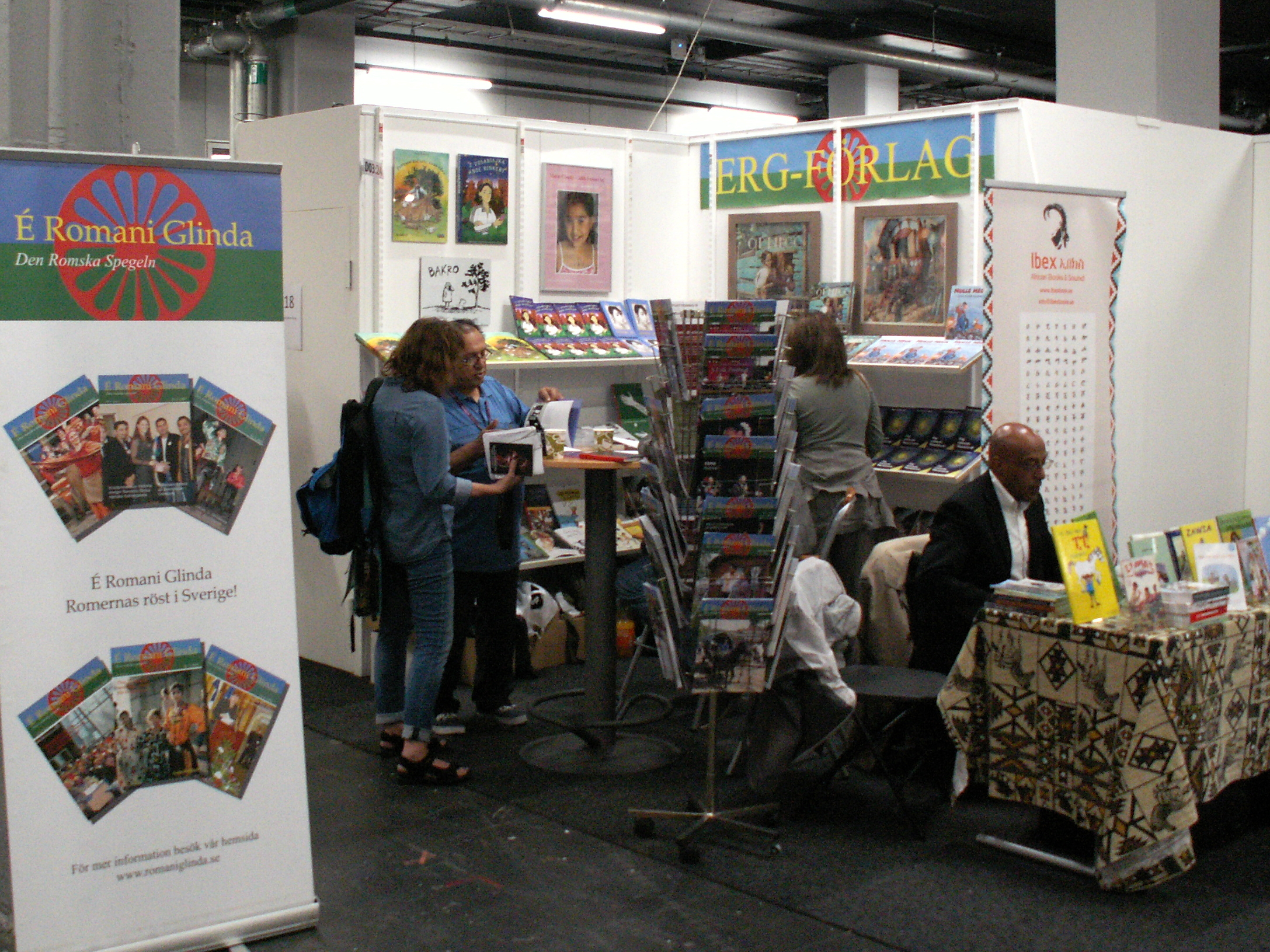
Tidskriften É Romani Glinda (här från bokmässan i Göteborg 2016), utgiven av föreningen med samma namn, skriver om romer i Sverige.

Katarina Taikon var en av de största kämparna för bland andra de svenska kalderashromernas (de "svenska romernas") rättigheter till bostäder och skolgång under 1900-talet. Hennes syster Rosa Taikon har också haft ett stort engagemang. Sångaren Hans Caldaras har också varit en av kämparna för romers rättigheter i Sverige. Han skrev en bok, "I betraktarens ögon", om sin historia som kalderash-rom i Sverige. Den äldsta gruppen romer är de resande och de har förnekats att tillhöra den romska historien i Sverige, främst på grund av den stora spridning som Adam Heymowskis forskning fick under den svenska efterkrigstiden. Hans forskning har motbevisats av släktforskare som har identifierat flera av resandes förfäder bland de "ziguenare" och "tartare" som återfinns i svenskt källmaterial. Några av de forskare som motbevisat Heymowskis tes är Bo Lindwall, Sebastian Casinge och Lars Lindgren.
Några kända personer från resandefolket är Målle Lindberg och Calle Jularbo. Jularbo gick aldrig ut med sitt ursprung offentligt medan Målle Lindberg alltid har varit öppen med det och till och med kallat sig "zigenare", vilket var ovanligt bland resandefolket på 1900-talet. En som kämpat mycket för resandefolkets romska historia och kultur är skådespelaren Willie Andréason. En annan känd Kaale-rom (finsk rom) är Dimitri Keiski som vann TV3:s True Talent 2011. Sångaren och låtskrivaren Ralf Novak-Rosengren har bland annat medverkat på norska dubbel-CD:n Viser på vandring i Norden som 2008 utsågs till årets bästa dokumentära musikinspelning i Norge  
2008 utgavs Ordbok över svensk romani: Resandefolkets språk och sånger av Lenny Lindell och Kenth Thorbjörnsson-Djerf och år 2014 den forskningsbaserade boken Scandoromani Remnants of a Mixed Language av bland andra professor Gerd Carling.

### Offentligt tryck
- Förslag till lag om lösdrivares behandling m. fl. författningar. Fattigvårdslagstiftningskommittens betänkanden, 99-1292701-X ; 5 Statens offentliga utredningar, 0375-250X ; 1923:2. Stockholm. 1923. Libris 13483264. http://urn.kb.se/resolve?urn=urn:nbn:se:kb:sou-1189832
- 1954 års zigenarutredning (1956). Zigenarfrågan : betänkande. Statens offentliga utredningar, 0375-250X ; 1956:43. Stockholm. Libris 8214900
- Delegationen för romska frågor (2010). Romers rätt : en strategi för romer i Sverige  : ett lands behandling av dess romska befolkning är ett lackmustest för det civila samhället och dess demokrati  : betänkande. Statens offentliga utredningar, 0375-250X ; 2010:55. Stockholm: Fritze. Libris 11900667. Arkiverad från originalet den 2 april 2015. https://web.archive.org/web/20150402154940/http://www.regeringen.se/content/1/c6/15/00/25/66e467ad.pdf. Läst 15 november 2015 Arkiverad 2 april 2015 hämtat från the Wayback Machine.
- Den mörka och okända historien : vitbok om övergrepp och kränkningar av romer under 1900-talet. Ds : departementsserien, 0284-6012 ; 2014:8. Stockholm: Fritze. 2014. Libris 15870618. ISBN 9789138240793. http://www.regeringen.se/sb/d/18375/a/237061

### Övrigt
- Arnstberg, Karl-Olov (2015). Romer i Sverige. Skärholmen: Debattförlaget. Libris 18400340. ISBN 9789198185508
- Caldaras, Hans (1980). Dom kallar oss zigenare. Stockholm: Läromedelsred., Rikskonserter. Libris 506083
- Casinge, Sebastian (2020). De resandes kulturarv. Frantzwagner-sällskapet.
- Ericsson, Martin (2015). Exkludering, assimilering eller utrotning? : "tattarfrågan" i svensk politik 1880-1955. Studia historica Lundensia, 1650-755X ; 21. Lund: Historiska institutionen, Lunds Universitet. Libris 17549757. ISBN 9789187833069
- Gurt, Stefan (2015). Ni inger dessa människor hopp : en berättelse om tiggarna och om några som hjälper dem. Stockholm: Wahlström & Widstrand. Libris 17872539. ISBN 9789146229643
- Köljing, Cecilia; Nylander, Maja Kristin; Hultqvist, Sofia (2013). Vi är romer. Göteborg: Göteborgs stadsmuseum. Libris 14202283. ISBN 9789186475079
- Lo-Johansson, Ivar (1955). Zigenare : en sommar på det hemlösa folkets vandringsstigar med ett tillägg : tjugofem år efteråt. Stockholm: Folket i bild. Libris 31137
- Lo-Johansson, Ivar (1955). Zigenarväg / bild Anna Riwkin-Brick. Stockholm. Libris 629768
- Mohtadi, Lawen (2012). Den dag jag blir fri : en bok om Katarina Taikon. Stockholm: Natur & kultur. Libris 12736863. ISBN 978-91-27-13279-5
- Nordström-Holm, Gunni; Lind, Armas (1982). Om zigenare. SIV pocket, 99-0344906-2. Norrköping: Statens invandrarverk. Libris 7590467. ISBN 91-7016-379-0
- Nordström, Gunni; Myrman, Björn (1991). Vi kallar dem zigenare. Stockholm: Alfabeta. Libris 7662708. ISBN 91-7712-270-4
- Takman, John (1952). Socialpsykiatriska synpunkter på de svenska zigenarna. Stockholm. Libris 10006596
- Takman, John (1966). Zigenarundersökningen 1962-1965 : slutrapport den 31 mars 1966. Stockholm. Libris 9467795
- Ohlsson Al Fakir, Ida (2015). Nya rum för socialt medborgarskap : om vetenskap och politik i "Zigenarundersökningen" - en socialmedicinsk studie av svenska romer 1962-1965. Linnaeus University dissertations ; 208. Växjö: Linnaeus University Press. Libris 17599343. http://urn.kb.se/resolve?urn=urn:nbn:se:lnu:diva-40284
- Wickberg, Jenny; Hagström, Maria (2012). 500 år i Sverige : en intervjubok om romernas situation. Pockettidningen R, 0347-1322 ; 43(2012) :3-4. Stockholm: Pockettidningen R. Libris 13754844. ISBN 978-91-85563-22-7
- Åkerfeldt, Bennie (2013). Synen på romer och resande i Sverige : så som den bland annat uttrycks i statliga utredningar samt lokala socken- och kommunprotokoll und 1800 & 1900-talet. Fritsla: Förlagstryckeriet Vitterleken. Libris 14353531. ISBN 9789186249946